# Liste der Kulturgüter in Lyss
Die Liste der Kulturgüter in Lyss enthält alle Objekte in der Gemeinde Lyss im Kanton Bern, die gemäss der Haager Konvention zum Schutz von Kulturgut bei bewaffneten Konflikten, dem Bundesgesetz vom 20. Juni 2014 über den Schutz der Kulturgüter bei bewaffneten Konflikten sowie der Verordnung vom 29. Oktober 2014 über den Schutz der Kulturgüter bei bewaffneten Konflikten unter Schutz stehen.
Objekte der Kategorie A sind im Gemeindegebiet nicht ausgewiesen, Objekte der Kategorie B sind vollständig in der Liste enthalten, Objekte der Kategorie C fehlen zurzeit (Stand: 16. März 2024). Unter übrige Baudenkmäler sind geschützte Objekte zu finden, die im Bauinventar des Kantons Bern als «schützenswert» verzeichnet sind.

## Kulturgüter
| Foto |                                                                   | Objekt                                 | Kat. | Typ | Standort                       | Beschreibung |
| ---- | ----------------------------------------------------------------- | -------------------------------------- | ---- | --- | ------------------------------ | --- |
| ja   | Datei hochladen · Wikidata zu Alte reformierte Kirche (Q29673193) | Alte reformierte Kirche KGS-Nr.: 01050 | B    | G   | Herrengasse 44 590020 / 213250 | In den Jahren 1487 bis 1493 über einem Vorgängerbau aus dem 7. Jahrhundert erbautes ehemaliges Kirchengebäude im spätgotischen Stil. Der Massivbau unter geknicktem Satteldach besitzt einen schmalen Predigtsaal mit polygonalem Chorabschluss. Die rundbogigen Fenster mit Muschelkalkgewänden, das Ovalfenster über der Südosttür und die Leistendecke stammen vom barocken Umbau der Jahre 1672 bis 1675. |

## Übrige Baudenkmäler
Hinweis: Anstelle der KGS-Nummer wird als Objekt-Identifikator (ID) die Grundstücksnummer verwendet. 
| ID               | Foto | | Objekt                                                                                   | Typ | Standort                                             | Beschreibung                                                             |
| ---------------- | ---- | --- | ---------------------------------------------------------------------------------------- | --- | ---------------------------------------------------- | ------------------------------------------------------------------------ |
| 46               | ja   | Datei hochladen · Wikidata zu Sieberhaus (Q109361143)                                                                | Sieberhaus (1. Viertel 19. Jh.)                                                          | G   | Herrengasse 4 589824 / 213520                        |                                                                          |
| 66; 1090         | ja   | Datei hochladen · Wikidata zu Brücke über den Lyssbach (1824/1826) (Q109371133)                                      | Brücke über den Lyssbach (1824/1826)                                                     | G   | Kirchgasse N.N. 590088 / 213326                      |                                                                          |
| 113; 1090        | ja   | Datei hochladen · Wikidata zu Fussgängerbrücke über den Lyssbach zum Schulhaus Herrengasse (1911/1915) (Q109376442)  | Fussgängerbrücke über den Lyssbach zum Schulhaus Herrengasse (1911/1915)                 | G   | Schulgasse N.N.2 589868 / 213498                     |                                                                          |
| 176              | ja   | Datei hochladen · Wikidata zu Bauernhaus (1899) (Q111797874)                                                         | Bauernhaus (1899)                                                                        | G   | Busswil bei Büren, Bahnhofstrasse 32 591409 / 216550 |                                                                          |
| 203              | ja   | Datei hochladen · Wikidata zu Ehemaliges Schulhaus später Gewerbeschulhaus / Gemeindebibliothek (1864) (Q111798555)  | Ehemaliges Schulhaus später Gewerbeschulhaus / Gemeindebibliothek (1864)                 | G   | Schulgasse 11 589960 / 213470                        |                                                                          |
| 363              | ja   | Datei hochladen · Wikidata zu Ehemaliges Stöckli (um 1800) (Q111798749)                                              | Ehemaliges Stöckli (um 1800)                                                             | G   | Fabrikstrasse 22 589721 / 213715                     |                                                                          |
| 436              | ja   | Datei hochladen · Wikidata zu Ehemaliges, wohl Stöckli, dann Abwart-Wohnhaus zur Schule (um 1890) (Q111928236)       | Ehemaliges, wohl Stöckli, dann Abwart-Wohnhaus zur Schule, (um 1890)                     | G   | Herrengasse 6 589840 / 213495                        |                                                                          |
| 436              | ja   | Datei hochladen · Wikidata zu Altes Schulhaus (Q112675603)                                                           | Altes Schulhaus (1832)                                                                   | G   | Herrengasse 10 589870 / 213474                       |                                                                          |
| 455              | ja   | Datei hochladen · Wikidata zu Bauernhaus (Q112677236)                                                                | Bauernhaus (um 1830)                                                                     | G   | Busswil bei Büren, Murgasse 16 591447 / 216365       |                                                                          |
| 494              | ja   | Datei hochladen · Wikidata zu Fabrikantenvilla Sunnmatt (Q112678559)                                                 | Fabrikantenvilla Sunnmatt (1919)                                                         | G   | Bahnhofstrasse 25 589816 / 214103                    |                                                                          |
| 499              | ja   | Datei hochladen · Wikidata zu Brunnen (Q112678740)                                                                   | Brunnen (18./19. Jh.)                                                                    | K   | Busswil bei Büren, Murgasse N.N. 591380 / 216553     |                                                                          |
| 563              | ja   | Datei hochladen · Wikidata zu Wohn- und Geschäftshaus (1902) (Q112679008)                                            | Wohn- und Geschäftshaus (1902)                                                           | G   | Hauptstrasse 3 589988 / 213664                       |                                                                          |
| 563              | ja   | Datei hochladen · Wikidata zu Remise (Q112761991)                                                                    | Remise (um 1902)                                                                         | G   | Hauptstrasse 3a 590003 / 213665                      |                                                                          |
| 609              | ja   | Datei hochladen · Wikidata zu Ehemaliges Bauernhaus (um 1780) (Q112762015)                                           | Ehemaliges Bauernhaus (um 1780)                                                          | G   | Hardernstrasse 30 590637 / 214352                    |                                                                          |
| 671              | ja   | Datei hochladen · Wikidata zu Ehemalige Mittlere Mühle (Q112762049)                                                  | Ehemalige Mittlere Mühle (1758)                                                          | G   | Bernstrasse 14 590265 / 213165                       |                                                                          |
| 682              | ja   | Datei hochladen · Wikidata zu Ehemalige Untere Mühle und angebautes Wohnhaus (Q112765343)                            | Ehemalige Untere Mühle (11./12. Jh.) und angebautes Wohnhaus (um 1860)                   | G   | Mühleplatz 8 590132 / 213329                         |                                                                          |
| 682              | ja   | Datei hochladen · Wikidata zu Mühlestöckli (Q112779987)                                                              | Mühlestöckli (Mitte 19. Jh.)                                                             | G   | Mühleplatz 8b 590147 / 213315                        |                                                                          |
| 791              | ja   | Datei hochladen · Wikidata zu Ehemaliges Bauernhaus, sogenannte Salzbütti (Q112782163)                               | Ehemaliges Bauernhaus, sogenannte Salzbütti (um 1800)                                    | G   | Aarbergstrasse 18 589777 / 213574                    |                                                                          |
| 827              | ja   | Datei hochladen · Wikidata zu Ehemaliges Bauernhaus (1827) (Q112784033)                                              | Ehemaliges Bauernhaus (1827)                                                             | G   | Leuernweg 50 590981 / 213594                         |                                                                          |
| 856              | ja   | Datei hochladen · Wikidata zu Wohn- und Geschäftshaus (um 1895) (Q112784343)                                         | Wohn- und Geschäftshaus (um 1895)                                                        | G   | Hauptstrasse 8 589986 / 213620                       |                                                                          |
| 889              | ja   | Datei hochladen · Wikidata zu Brunnen (Q112784574)                                                                   | Brunnen (1898)                                                                           | K   | Marktplatz N.N. 589849 / 213567                      |                                                                          |
| 982              | ja   | Datei hochladen · Wikidata zu Wohn- und Geschäftshaus (1898) (Q112784740)                                            | Wohn- und Geschäftshaus (1898)                                                           | G   | Bürenstrasse 10 590067 / 213847                      |                                                                          |
| 988              | ja   | Datei hochladen · Wikidata zu Wohn- und Geschäftshaus (1893) (Q112796281)                                            | Wohn- und Geschäftshaus (1893)                                                           | G   | Bahnhofstrasse 5 589937 / 213799                     |                                                                          |
| 1031             | ja   | Datei hochladen · Wikidata zu Cinema (Q112798413)                                                                    | Cinema (Kinogebäude, 1923)                                                               | G   | Bielstrasse 27 589796 / 213961                       |                                                                          |
| 1036             | ja   | Datei hochladen · Wikidata zu Hotel "Weisses Kreuz" (Q112800533)                                                     | Hotel "Weisses Kreuz" (1779)                                                             | G   | Marktplatz 15 589882 / 213553                        |                                                                          |
| 1040             | ja   | Datei hochladen · Wikidata zu Stöckli (1830) (Q112801240)                                                            | Stöckli (um 1830)                                                                        | G   | Kirchgasse 1 590097 / 213303                         |                                                                          |
| 1045             | ja   | Datei hochladen · Wikidata zu Ehemaliges Bauernhaus, sogenanntes Kohlerhaus (Q112802315)                             | Ehemaliges Bauernhaus, sogenanntes Kohlerhaus (1782)                                     | G   | Kirchgasse 3 590095 / 213289                         |                                                                          |
| 1090; 3896       | ja   | Datei hochladen · Wikidata zu Brücke über den Lyssbach (1911–1915) (Q112803816)                                      | Brücke über den Lyssbach (1911/1915)                                                     | G   | Kreuzgasse N.N. 589952 / 213446                      |                                                                          |
| 1090; 1505; 4082 | ja   | Datei hochladen · Wikidata zu Fussgängerbrücke über den Lyssbach zum Haus Herrengasse 25 (1911/1915) (Q112805425)    | Fussgängerbrücke über den Lyssbach zum Haus Herrengasse 25 (1911/1915)                   | G   | Schulgasse N.N.1 590026 / 213353                     |                                                                          |
| 1113             | ja   | Datei hochladen · Wikidata zu Fabrikantenvilla Roth (1926) (Q112805550)                                              | Fabrikantenvilla Roth (1926)                                                             | G   | Fabrikstrasse 14 589753 / 213787                     |                                                                          |
| 1120             | BW   | Datei hochladen · Wikidata zu Villa Feldmann (1960) (Q124963312)                                                     | Villa Feldmann (1960)                                                                    | G   | Hohfuhrenweg 12 589863 / 212811                      |                                                                          |
| 1140; 1152       | ja   | Datei hochladen · Wikidata zu Steinbogenbrücke über den Lyssbach (1830) (Q112805658)                                 | Steinbogenbrücke über den Lyssbach (1830)                                                | G   | Sägeweg N.N. 590437 / 212929                         |                                                                          |
| 1190             | ja   | Datei hochladen · Wikidata zu Ehemalige Fabrikantenvilla Arni (Q112805928)                                           | Fabrikantenvilla Arni (1913)                                                             | G   | Walkeweg 6 589836 / 213778                           |                                                                          |
| 1268             | ja   | Datei hochladen · Wikidata zu Villa König (1928) (Q112806236)                                                        | Villa König (1928)                                                                       | G   | Kirchenfeldstrasse 1 590171 / 213250                 |                                                                          |
| 1282             | ja   | Datei hochladen · Wikidata zu Zeughaus (1912/1914) (Q112806687)                                                      | Zeughaus (1912/1914)                                                                     | G   | Bielstrasse 57, 57b, 57c 589544 / 214173             |                                                                          |
| 1285             | ja   | Datei hochladen · Wikidata zu Primarschulhaus (Q112807424)                                                           | Primarschulhaus (1954)                                                                   | G   | Stegmattweg 15, 15a 589410 / 213792                  |                                                                          |
| 1285             | ja   | Datei hochladen · Wikidata zu Sekundarschulhaus (Q112817437)                                                         | Sekundarschulhaus (1959)                                                                 | G   | Stegmattweg 17 589338 / 213793                       |                                                                          |
| 1285             | ja   | Datei hochladen · Wikidata zu Turnhalle mit Aula (Q112831639)                                                        | Turnhalle mit Aula (1956)                                                                | G   | Stegmattweg 17a 589350 / 213824                      |                                                                          |
| 1299             | ja   | Datei hochladen · Wikidata zu Gasthaus-Restaurant "Sonne" (Q112831982)                                               | Gasthaus-Restaurant "Sonne" (1912)                                                       | G   | Bielstrasse 53 589611 / 214157                       |                                                                          |
| 1305             | ja   | Datei hochladen · Wikidata zu Ehemaliges Bauernhaus mit Wirtschaft "Alte Krone" und Gemeindeschreiberei (Q112832239) | Ehemaliges Bauernhaus mit Wirtschaft "Alte Krone" und Gemeindeschreiberei (Ende 18. Jh.) | G   | Schulgasse 19 590008 / 213408                        |                                                                          |
| 1309             | ja   | Datei hochladen · Wikidata zu Wohn- und Geschäftshaus (1906) (Q112832677)                                            | Wohn- und Geschäftshaus (1906)                                                           | G   | Herrengasse 20 589924 / 213406                       |                                                                          |
| 1323             | ja   | Datei hochladen · Wikidata zu Ehemaliges Wohnhaus mit Büro / heute Kinderheim (Q112832914)                           | Ehemaliges Wohnhaus mit Büro / heute Kinderheim (1918)                                   | G   | Bürenstrasse 20 590147 / 213966                      |                                                                          |
| 1332             | ja   | Datei hochladen · Wikidata zu Evangelisch-methodistische Kirche (Q112842665)                                         | Evangelisch-methodistische Kirche (1910)                                                 | G   | Rosengasse 7 590149 / 213834                         |                                                                          |
| 1334             | ja   | Datei hochladen · Wikidata zu Ehemaliges Bauernhaus (1793) (Q112846508)                                              | Ehemaliges Bauernhaus (1793)                                                             | G   | Herrengasse 38 589976 / 213284                       |                                                                          |
| 1406             | ja   | Datei hochladen · Wikidata zu Stöckli (1820) (Q112847721)                                                            | Stöckli (um 1820)                                                                        | G   | Herrengasse 40 589971 / 213248                       |                                                                          |
| 1471             | ja   | Datei hochladen · Wikidata zu Hotel Hirschen (Q112848559)                                                            | Hotel Hirschen (um 1860)                                                                 | G   | Hirschenplatz 2 589947 / 213699                      |                                                                          |
| 1505             | ja   | Datei hochladen · Wikidata zu Ehemaliges Wohn- und Gewerbehaus / heute Wohnhaus (Q112849146)                         | Ehemaliges Wohn- und Gewerbehaus / heute Wohnhaus (1828)                                 | G   | Herrengasse 25 590000 / 213360                       |                                                                          |
| 1553             | ja   | Datei hochladen · Wikidata zu Fabrikantenvilla (Q112850737)                                                          | Fabrikantenvilla (1910)                                                                  | G   | Bürenstrasse 14 590092 / 213875                      |                                                                          |
| 1553             | ja   | Datei hochladen · Wikidata zu Gartenpavillon zu Villa (Q112852160)                                                   | Gartenpavillon (1910)                                                                    | G   | Bürenstrasse 14a 590071 / 213860                     |                                                                          |
| 1870             | ja   | Datei hochladen · Wikidata zu Wohnanlage (Q112852931)                                                                | Wohnanlage (1964/1966)                                                                   | G   | Beundengasse 24, 24a, 26, 28 589362 / 213691         |                                                                          |
| 1900             | ja   | Datei hochladen · Wikidata zu Maria Geburt (Q55415322)                                                               | Römisch-katholische Kirche (1958/1959)                                                   | G   | Oberfeldweg 28 590416 / 213929                       | Farbig gestaltete Betonverglasung der Eingangsseite von Peter Travaglini |
| 1905             | ja   | Datei hochladen · Wikidata zu Ehemalige Försterschule (Q112863308)                                                   | Ehemalige Försterschule (1970/1971)                                                      | G   | Oberer Aareweg 32, 34 589051 / 213995                |                                                                          |
| 1960             | ja   | Datei hochladen · Wikidata zu Abdankungshalle (1977) (Q126434476)                                                    | Abdankungshalle (1977)                                                                   | G   | Friedhofweg 10 590031 / 212834                       |                                                                          |
| 1980             | ja   | Datei hochladen · Wikidata zu Villa Spang (Q112864002)                                                               | Villa Spang (1963)                                                                       | G   | Fluhrain 5 589855 / 212754                           |                                                                          |
| 3147             | ja   | Datei hochladen · Wikidata zu Wehr bei der Unteren Mühle (Q112864704)                                                | Wehr bei der Unteren Mühle (1911)                                                        | G   | Mühleplatz N.N.1 590145 / 213303                     |                                                                          |
| 3147             | ja   | Datei hochladen · Wikidata zu Geländer und Brüstungsmauern entlang Lyssbach (Q135536263)                             | Geländer und Brüstungsmauern entlang Lyssbach (1911/1915)                                | G   | Herrengasse N.N. 590020 / 213367                     |                                                                          |
| 3586             | ja   | Datei hochladen · Wikidata zu Scheune (Q112865929)                                                                   | Scheune (1933)                                                                           | G   | Bernstrasse 14a 590280 / 213194                      |                                                                          |
| 3592             | ja   | Datei hochladen · Wikidata zu Ofenhaus (Q112866821)                                                                  | Ofenhaus (1822)                                                                          | G   | Bernstrasse 14b 590283 / 213138                      |                                                                          |
| 3860             | ja   | Datei hochladen · Wikidata zu Ehemaliges Bauernhaus (um 1860) (Q112868535)                                           | Ehemaliges Bauernhaus (um 1860)                                                          | G   | Bernstrasse 24 590423 / 213094                       | Geburtshaus des Nobelpreisträgers Kurt Wüthrich                          |
| 4020             | ja   | Datei hochladen · Wikidata zu Fabrikantenvilla "Steinegg" / Bangerter (Q112869071)                                   | Fabrikantenvilla "Steinegg" / Bangerter (1898)                                           | G   | Bahnhofstrasse 27 589833 / 214137                    |                                                                          |
| 4045             | ja   | Datei hochladen · Wikidata zu Betriebsgebäude (1924) (Q126371284)                                                    | Betriebsgebäude (1924)                                                                   | G   | Steinweg 30 589812 / 214283                          |                                                                          |
| 4045             | ja   | Datei hochladen · Wikidata zu Materialschuppen (1890) (Q126373256)                                                   | Materialschuppen (1890)                                                                  | G   | Steinweg 30a 589798 / 214305                         |                                                                          |
| 4045             | ja   | Datei hochladen · Wikidata zu Lokomotivremise (1880) (Q126373449)                                                    | Lokomotivremise (1880)                                                                   | G   | Steinweg 30c 589802 / 214372                         |                                                                          |
| 4045             | ja   | Datei hochladen · Wikidata zu Drehscheibe (1911) Bahnhof Lyss (Q126373620)                                           | Drehscheibe (1911)                                                                       | G   | Steinweg N.N. 589805 / 214323                        |                                                                          |